# Distrito de Kambia
El distrito de Kambia es uno de los catorce distritos de Sierra Leona y uno de los tres de la provincia del Noroeste. Cubre un área de 3031 km² y albergaba una población de 367 699 personas en 2021. La capital es Kambia.

## División administrativa
El distrito está dividido en 10 municipios (chiefdoms). Su población en 2015 era la siguiente:
- Bramaia 23 065
- Dixon 7990
- Gbinle 15 443
- Khonimaka 13 699
- Magbema 92 165
- Mambolo 37 952
- Masungbala 15 679
- Munu Thalla 16 118
- Samu 64 790
- Tonko Limba 58 573